# Sapper Hill
Der Sapper Hill ist ein eisbedeckter Hügel in der antarktischen Ross Dependency. Im nördlichen Teil der Surveyors Range ragt er 3 km nordöstlich des Hermitage Peak auf.
Teilnehmer der von 1960 bis 1961 durchgeführten Kampagne der New Zealand Geological Survey Antarctic Expedition (1960–1961) benannten ihn in Anlehnung an die Benennung des benachbarten Mount Ubique nach dem Spitznamen The Sappers (englisch für Die Pioniere) für die Royal Engineers.